# 宇宙年表
| External Timeline | 相關的時間軸圖解在此： Graphical timeline of the Big Bang |

宇宙年代學，或稱宇宙年表（英語：Chronology of the universe），是基於大爆炸理論下所推斷出來的宇宙的過去和未來。目前科學家主要使用共動坐標系時間參數來重塑宇宙是如何由普朗克時期隨著時間演化。在2015年，估計宇宙膨脹（即大爆炸）始於（137.99 ± 0.21）億年前。其後宇宙的演化共分為3個階段。

## 摘要
在第1階段，最早的宇宙是炙熱且充滿活力的，此時即使有粒子存在或可能存在，也只是短暫的。根據目前的科學理論，我們現在周圍看見的各種不同的力，在這個時候是結合在一起的統一力。在暴脹時期的無限能量過程中涉及時空本身膨脹。巨大的能量逐漸降溫 －與我們現在周圍各處看到的溫度相比是不可思議的熱，但力仍能夠經由對稱性破缺一個一個地分離出來，從一種力再釋放出另一種力，原本凝聚的力反復地分離，最終從電弱力分離出強力和第一個顆粒。

宇宙的歷史 - 重力波是假設來自大一統理論，超光速就在大爆炸之後（2014年3月17日）。

在第2階段，宇宙進一步冷卻生成夸克-膠子電漿，當前我們知道的基本力經由更多的對稱性破缺逐漸生成，尤其是電弱對稱性破缺 －和我們今天看到我們周圍複雜複合分子的完整範圍變得可能，導致重力主導的宇宙、第一批的中性原子（約80%是氫）和今天我們檢測到的宇宙微波背景輻射。現代的高能粒子物理理論已經能滿足這些能量的水準，所以物理學家相信對這一部分和後續我們周圍發展的宇宙，基本上已經有很好的理解。由於這些變化，在這個階段結束時，空間對光和電磁能量來說不再是模糊不清，而是已經透明了。
在短暫的黑暗之後，第3階段開始，宇宙大尺度的穩定結構出現。目前我們所知的基本粒子和力，如最早的恆星、類星體、星系、星系團和超星系團發展出來，創造出我們今天看到的宇宙。一些研究者聲稱所有的這些物理結構發展要超過數十億年的時間，並稱之為「宇宙演變」。其它的，多個交叉的學門，研究人員是從大爆炸到人類出現作為整個場景，使「宇宙演變」更趨複雜。到目前為止，納入生物學和文化，用更統一與跨領域的觀點看待宇宙，是至今最複雜的系統。
對於未來，科學家預測地球大約在10億年後將不再能支援生命，50億年後將籠罩在極度膨脹的太陽之下。在更長的時間尺度裏，恆星將最終步入死亡，而少有新的恆星誕生來取代它們。布滿恆星時期將結束，並通往一個黑暗的宇宙。各種理論提出了一些後續的可能性：如果粒子，像是質子不是穩定的，最終可能蒸發進入更低的能量狀態，像是一種熱死亡的熵。或者宇宙可能崩潰成為大擠壓，然而目前的資料顯示宇宙擴張的速度還在繼續增加。如果這是正確的，宇宙最終可能會隨著物質和能量的日漸稀薄，而以大冰凍結束。其他被提出的宇宙未來還包括虛真空激變和大撕裂。

## 極早期宇宙
關於極早期宇宙，天體演化學中的所有想法都是純理論的推測。目前的加速器還不足以提供足夠的規模進行任何實驗，以觀察在此能量水準期間的粒子行為，判斷何著較反粒子佔了上風，而研議中的方案完全不同。一些例子是哈特-霍金初始狀態、弦論地景、宇宙暴脹、弦氣宇宙觀（string gas cosmology）、和火劫宇宙論。其中一些是相容的，但和其它的卻不相容。

### 普朗克時期
從大爆炸開始至10−43秒
普朗克時期在傳統的大爆炸理論中，是一個溫度非常高的時期（不是暴脹），所以四種基本力（電磁力、萬有引力、弱核力、和強核力）還都統合成一種基本力。現今的物理學對這種溫度下的物理所知甚少，存在著各種不同的理論。傳統的大爆炸理論建立在廣義相對論下，預測在此之前是引力奇點；但在量子效應下預測奇點會消失。
暴脹宇宙學认为在暴脹結束之前（大約在大爆炸之後10−32秒）並不遵守傳統的大爆炸時間線。

### 大一統時期
從大爆炸之後10–43秒至10–36秒
當宇宙膨脹和冷卻時，各種力在溫度轉換的過程中逐一分離出來。這種相變非常像凝結和冰凍。大一統時期開始於重力從其它自然力分離，這些自然力統稱為規範場力。在這個時期，非重力物理學所描述的大統一理論（GUT，grand unified theory）。當大統一理論力分離出強力和電弱力時，大一統時期宣告結束。

### 電弱時期
大爆炸結束之後，10–36秒（或暴脹結束）至10–32秒
依據傳統的大爆炸理論，電弱時期開始於大爆炸之後10−36秒，當宇宙的溫度夠低時（1028K），強力從電弱力（電磁力和弱相互作用力合在一起的名稱）中分離出來。在暴脹宇宙學，當暴脹時期開始時，電弱時期結束，時間大約是10−32秒。

#### 暴脹時期
從未知的時間至大爆炸之後10−32秒
暴脹宇宙是宇宙在一個虛擬的稱為暴脹子下加速膨脹的時期，它的性質類似於希格斯玻色子和暗能量。當膨脹速度降低時，會使宇宙的混沌增加，而快速地膨脹會使宇宙更為均質。即使宇宙在暴脹之前是高度無序的狀態，足夠長的暴脹期間可以解釋今天在大尺度上觀測到的高度同質性。
暴脹時期於暴脹場在被稱為"再熱"過程中衰變成普通的粒子時結束，這時宇宙開始一般性的大爆炸膨脹。再熱通常在大爆炸之後的一段時間被引述。這在傳統的宇宙論（非暴脹）是指在大爆炸奇點和宇宙溫度再熱到產生相同溫度的時間，即使在暴脹宇宙論已經發生，但在傳統大爆炸理論並沒有發生。
依據最簡單的暴脹模型，暴脹大約在溫度對應於時間的10−32秒時結束。如上文的解釋，這並不意味著暴脹時期的持續少於10−32秒。事實上，為了解釋觀測到的宇宙均勻性，持續時間必需長於10−32秒。在暴脹宇宙論，"大爆炸之後"最早的意思是暴脹結束的時間。
在2014年3月17日，BICEP2的天文物理學家共同宣布在B-模組功率譜檢測到暴脹重力波，這被解釋為宇宙暴脹的明確實驗證據。然而，在2014年6月9日，報導確認是發現宇宙膨脹證據的信心降低。最後，在2015年2月2日，綜合普朗克衛星和BICEP2/Keck的資料分析，認為在統計學上的意義太低，不足以解釋為為原始的B-模組，但可以歸因於在銀河系中極化的灰塵。

#### 重子生成
目前沒有足夠的觀測證據來解釋為什麼宇宙包含的重子比反重子多。為了解釋這種現象，必須允許在宇宙暴脹結束後的某一段時間能夠滿足薩哈羅夫條件。雖然粒子物理學表明在不對稱下能滿足這些條件，但是以經驗為根據的觀測顯示不對稱太小，以致不能滿足宇宙中重子-反重子的不對稱性。

## 早期宇宙

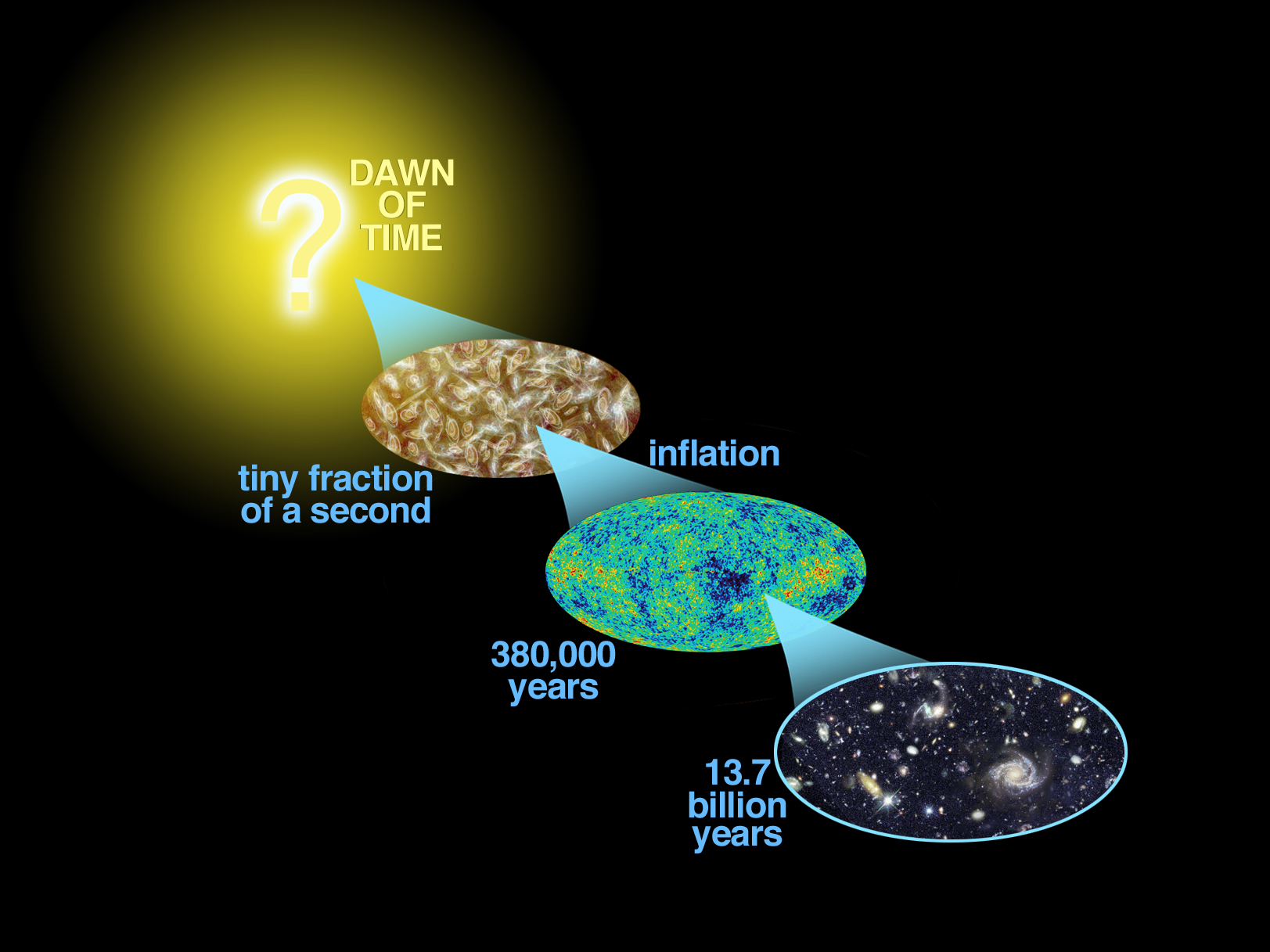
宇宙的歷史。

在宇宙暴脹結束之後，宇宙充滿了夸克-膠子電漿。從此刻開始，早期宇宙的物理被了解的較多，而猜測的成分減少。

### 超對稱破缺（理論推測）
如果超對稱性是我們宇宙的屬性，那麼它在能量低於1TeV的電弱對稱尺度下時就必須被打破。質點的質量和它的超伴子質量不再是相等的，這可以解釋為何從未觀測到任何已知粒子的超伴子。

### 電弱對稱破缺和夸克時期
在大爆炸之後10−12秒和10−6秒
由於宇宙的溫度低於非常高的特定高能量水準，它被相信希格斯場會自發地獲得真空期望值，其中被破壞的電弱規範對稱性產生了兩個相關的影響：
1. 弱力和電磁力各自的玻色子（W及Z玻色子和光子）在現今的宇宙中以不同的方式和不同的範圍呈現；
2. 通過希格斯機制，所有的基本粒子通過與希格斯場的交互作用成為質量，而在更高水準的能量下沒有質量。

在這個時期的結束，引力、電磁力、強相互作用、和弱相互作用的基本相互作用已經呈現出現在的形態。但是，宇宙的溫度仍然太高，夸克依然不能束縛在一起形成強子。

### 強子時期
在大爆炸之後10–6秒至1秒
組成宇宙的夸克-膠子電漿繼續冷卻，直到重子，包括質子和中子的強子可以形成。這個時間大約在大爆炸後1秒鐘，微中子退耦而開始可以在太空中自由的穿越。因為微中子的能量非常低，類似於在那很久以後發出的宇宙微波背景的宇宙微中子背景迄今未曾被觀測到（見上文關於夸克-膠子漿，與下文的弦論時期）。然而，從大爆炸核合成預測的氦豐度和宇宙微波背景中的各向異性兩者都是強烈的直接證據，證明宇宙微中子背景的存在。

### 輕子時期
在大爆炸之後1秒至10秒鐘
在強子時期結束前，大多數的強子和反強子互相湮滅，留下輕子和反輕子主導宇宙的質量。大約在大爆炸之後10秒鐘，宇宙的溫度降低到新的輕子/反輕子對不再被創造，而大多數的輕子和反輕子也在湮滅反應中被消除，只留下少量殘餘的輕子。

### 光子時期
在大爆炸之後10秒鐘至380,000年
在輕子時期結束時，大多數的輕子和反輕子已經湮滅之後，宇宙的能量由光子主導。這些光子仍然頻繁地與帶電的質子、電子和（最終的）核發生交互作用，並且持續到後續的380,000年。

#### 核合成
在大爆炸之後3分鐘至20分鐘
宇宙的溫度在光子時期下降至原子核開始可以形成。質子（氫原子核）和中子開始進行核融合結合成更大的原子核。自由的中子和質子形成氘，氘再迅速融合成氦-4。因為宇宙的溫度與密度下降到了核融合無法繼續的程度，核合成只持續了大約17分鐘。這個時候，所有的中子都已經納入氦原子核。留下的氫原子核質量3倍於氦原子核，和微量的其它的輕原子核。

#### 物質主導
至大爆炸後70,000年
在這個時期，非相對論性的物質（原子核）與相對論性的輻射（光子）在密度上是相等的。金斯長度，所確定可以形成的最小結構（由於引力和壓力之間競爭的影響），的數值開始下降並且擾動，但不是被自由流輻射消滅，而是在振幅上可以增長。
根據ΛCDM，冷暗物質在這個階段佔主導地位，鋪平了引力塌縮來放大宇宙暴脹留下的微小不均勻性，使稠密的地方更稠密，稀薄的地方更稀薄。然而，因為目前的理論對暗物質的本質均未確定，它起源於更早的何時期也沒有共識，只被視為現存的重子物質。

#### 復合
大約在大爆炸之後377,000年

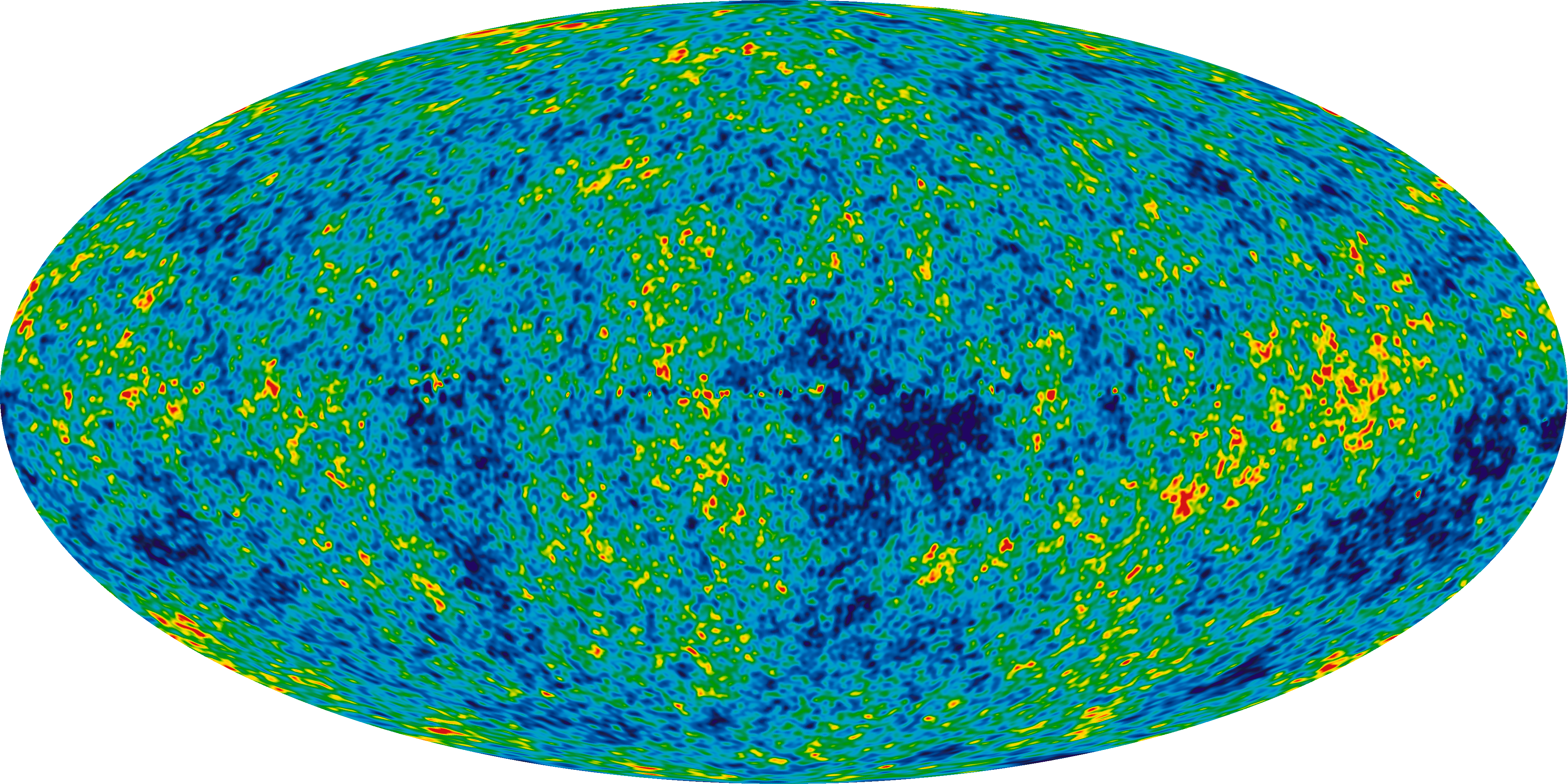
用WMAP九年的資料（2012年），以我們的角度看宇宙微波背景輻射在整個宇宙的變化，實際變化會比圖中顯示得更為平順

氫和氦原子開始形成時，宇宙的密度繼續降低。這一次被認為是發生在大爆炸之後的377,000年。氫和氦開始時是在電離狀態，也就是沒有電子被束縛在原子核（帶有正電荷的質子），因此帶有電荷（分別是 +1和 +2）。當宇宙的溫度持續冷卻，電子被離子捕獲，形成中性原子。這個過程相對來說是快速的（氦核比氫核快），被稱為復合。在復合結束後，宇宙中大部分的質子成為中性原子。因此，光子有效的平均自由路徑幾乎成為無限，光子現在可以在宇宙中通行無阻（請參閱湯姆森散射）：宇宙變得透明。這個宇宙事件通常被稱為退耦。
出現在退耦時間的光子與我們在宇宙微波背景輻射（CMB），經過宇宙膨脹大幅冷卻之後的光子，是相同的光子。在相同的時間，存在於電子-重子電漿內的壓力波 － 稱為重子聲學振盪 － 當物質凝結時它被嵌入內部分布著，引起略為傾向於大型物件的分配。因此，宇宙微波背景輻射圖片中包括的微小波動是在暴脹期間結束時生成的（看圖），在宇宙中展開的物件，像是星系，規模的相對值，隨著整個宇宙發展的大小和時間推移。

#### 適居時期
生命的化學可能在大爆炸之後不久就開始了，138億年前，適居時代的宇宙年齡只有1,000至1,700萬年。

#### 黑暗時期
在退耦發生之前，宇宙中多數的光子都與電子和質子在光子-重子液中進行交互作用，其結果是宇宙是不透明或处在「大霧」之中。雖然有光，但不能通過望遠鏡看見。在宇宙中的重子物質包括電離的電漿，只有當它獲得自由電子「復合」成中性，這才釋放出光子創造了宇宙微波背景輻射（CMB）。當光子被釋放（或退耦時），宇宙就變得透明。此時，唯一的輻射是中性氫的電子自旋釋出的21公分氫線。這是目前低頻電波陣列（LOFAR，Low-Frequency Array for Radio astronomy）努力進行檢測的微弱輻射，原則上這會是一種更強大的工具，能研究比微波背景輻射更早期的宇宙。目前認為黑暗時期從大爆炸之後的1億5000萬年持續到8億年。在2010年10月發現的UDFy-38135539是第一個被發現存在於再電離時期的星系，給了我們這個時期的視窗。觀測到這個目前所知最早和最遙遠星系的是荷蘭萊頓大學的Richard J. Bouwens和Garth D. Illingsworth從UC天文台/利克天文台的紀錄中篩選出來的。他們發現UDFj-39546284這個星系出現在在大爆炸之後4億8000萬年，距離是132億光年，貫穿了宇宙的黑暗時期。最近發現的星系，UDFj-39546284，出現在大爆炸之後3億8000萬年，距離是133.7億光年。

## 結構形成

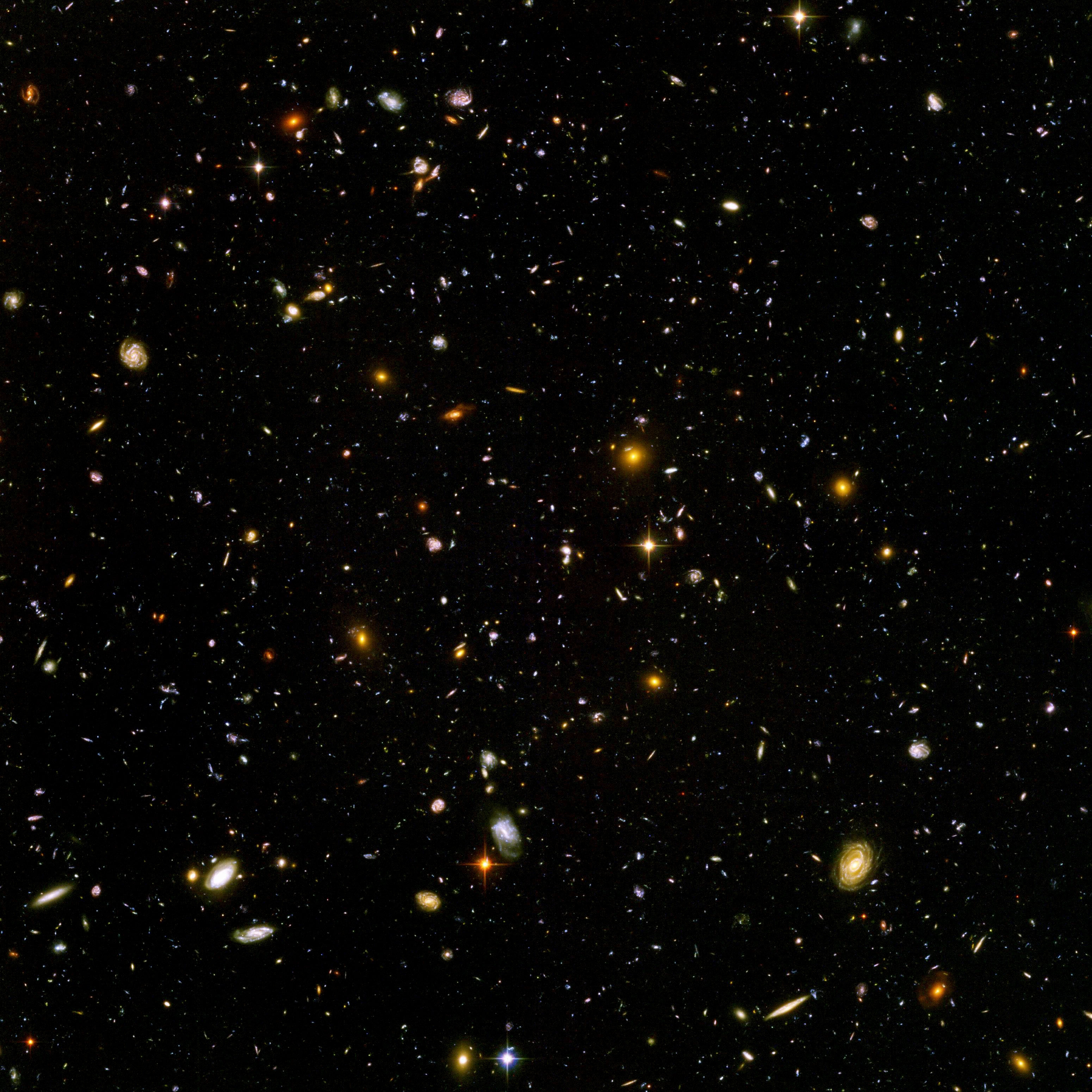
哈伯超深空再次展現布滿星的遠古時代，告訴我們遠古的星系是甚麼樣子。

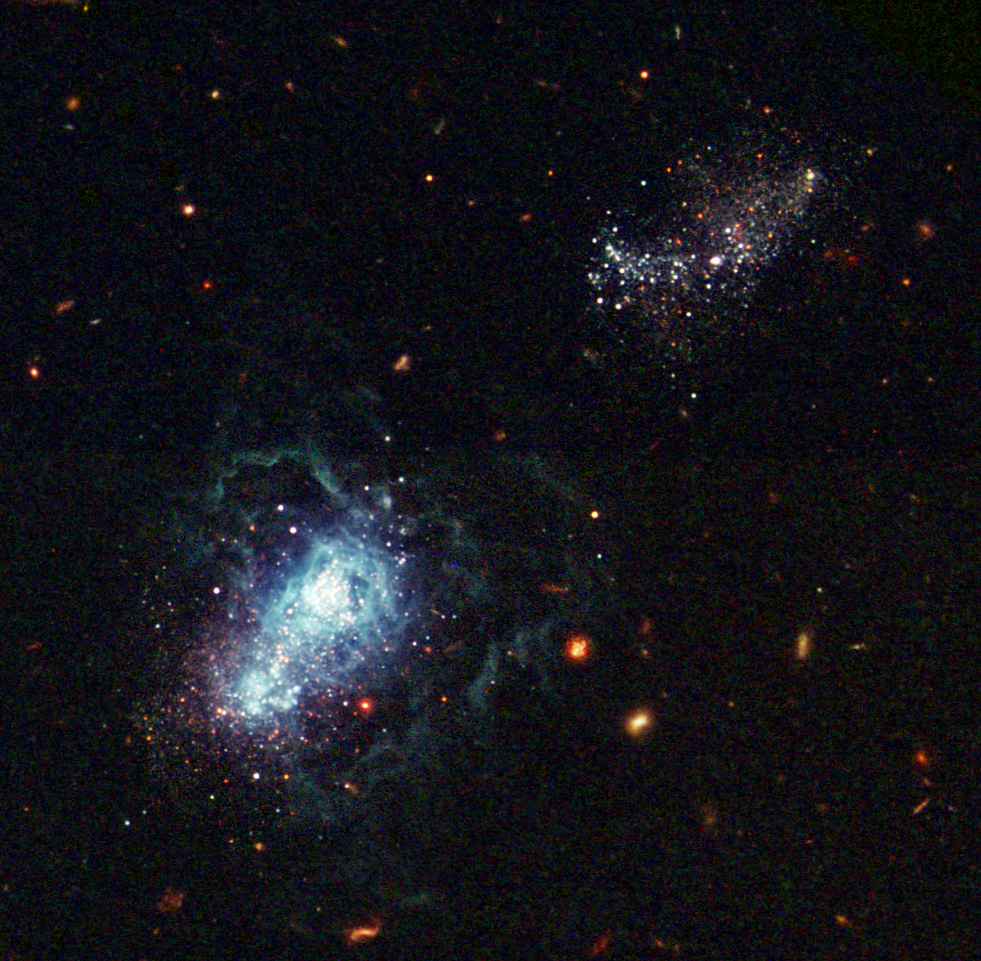
哈伯的另一張影像，顯示嬰兒星系形成的附近，這意味著在宇宙學的時間尺度上經常發生。這顯示宇宙中新星系的形成仍在發生

大爆炸模型中的結構顯示出層級的進行，小的結構比大的結構先形成。早期的活躍星系、第三星族星和類星體是最先形成的結構，而類星體被認為是最明亮的。在這個時期之前，宇宙的演化可以透過線性宇宙的微擾理論來理解：那就是，所有的結構都可以被理解為完美、均勻宇宙中的小偏離；這是可計算和相對容易學習的。從這一點上，非線性結構開始形成，在計算問題上變得較為困難，例如，涉及數十億粒子的多体類比。

### 再電離
大爆炸之後1億5000萬年至10億年
最初的恆星和類星體在重力塌縮下形成。它們發出強烈的輻射使周圍的宇宙再電離。從這一點，宇宙大部分的成分是電漿。

### 恆星形成
第一批恆星，最有可能是第三星族星，是大爆炸之後將輕的元素（氫、氦和鋰）形成更重元素的過程。然而，目前尚未觀測到第三星族的恆星，但是了解它們是目前模型的形成和演化的計算基礎。幸運的是，宇宙微波背景輻射的觀測可以應用到恆星真正開始形成的日期。根據2015年2月BBC的新聞報導，歐洲太空總署普朗克望遠鏡的資料分析，總結第一代恆星在大爆炸之後約5億6000萬年開始照耀。

### 星系形成
大量的物質塌縮形成星系。在這個過程的初期形成第二星族星，第一星族星在這之後才形成。
Johannes Schedler的專案確認了類星體CFHQS 1641+3755的距離是127億光年之遙，當時的宇宙年齡只有現在7%。
在2007年7月11日，巴塞迪納加州理學院的Richard Ellis和他的團隊使用毛納基山的10米凱克望遠鏡發現6個形成中的星系，距離大約132億光年，它們大約是在宇宙只有5億年時創造出來的，目前所知的非常早期的天體大約只有10個。更多最近的觀測顯示這些年齡要比以前估計的更短，2013年10月曾經報導觀測到最遠的星系距離是131億光年。
哈伯超深空顯示有大量的小星系合併成大星系，在130億光年，當時宇宙的年齡只有現在的5%。This age estimate is now believed to be slightly shorter.
建立在新興的核紀年法科學，估計銀河系的薄盤形成於88±17億年前。

### 星系群、星系團、超星系團的形成
星系的引力彼此拉扯形成星系群、星系團、和超星系團。

### 太陽系的形成
大爆炸之後90億年
太陽系大約於46億年前，或在大爆炸之後90億年開始形成。由氫和其它微量元素構成的分子雲的一個片段開始崩塌，形成以太陽為中心的大球體和其周圍的盤面。周圍的吸積盤凝聚形成行星，眾多的小行星、彗星等更小的天體。太陽是晚期形成的恆星，包含與使用了前幾代恆星產生的物質。

### 現在
大爆炸之後138億年
估計大爆炸發生在138億年前。由於宇宙的膨脹似乎正在加速，它的大尺度結構可能是存在於宇宙中最大的結構。目前的加速膨脹阻止了任何更大的結構進入膨脹的視界（範圍），並阻止新的受到引力約束的結構形成。

## 宇宙的最終命運
如同解釋非常早期的宇宙發生了什么事，基本物理學必須在確定任何可能的宇宙最終命運之前有所進展。下面是一些主要的可能性：

### 太陽系的命運：1至50億年

我們太陽現在的大小（見插圖）相較於未來成為紅巨星時估計的大小。

在超過10億年的時間尺度上，地球和太陽系將不再穩定。預測地球現有的生物圈會在大約10億年後消失，隨著太陽的熱能逐漸增加至某一個點，液態水和生命存在的可能性不大；地球的磁場、軸向傾斜和大氣受到長期的變化；和太陽系本身超過百萬年和十億年尺度的混沌。最終，在從現在開始的54億年左右，太陽的核心將熱得足以在它周圍的外殼觸發氫融合反應。這將導致恆星的外層急遽膨脹，恆星將進入被稱為紅巨星的另一個階段。在75億年內，太陽的半徑將膨脹至1.2天文單位（目前大小的256倍），並且在2008年的研究還宣稱，由於地球和太陽之間的潮汐交互作用，地球將落入更低的軌道。儘管太陽已經失去38%的質量，在太陽達到其最大之前，地球會被吞沒入太陽的內部。太陽本身將繼續存在數十億年，在經過數個階段後成為長壽的白矮星。最終，再經過數十億年，太陽將完全停止閃耀，成為黑矮星 。

### 大撕裂：從現在起超過200億年以後
這種情況只有在暗能量的密度隨著時間推移無限制的增加下才有可能。這種暗能量有別於任何已知種類的能量，被稱為幻影能量。在這種情況下，宇宙的膨脹率將無限制地增加。重力約束下的系統，像是星系團、星系，最後連太陽系都會被撕裂。最終，將克服電磁力，使原子和分子都會一起迅速擴大。最後將撕裂原子核，而我們所知道的宇宙也將以一種不尋常的引力奇點結束。屆時，宇宙將膨脹至無窮大，因此任何和所有將物體聚集在一起（無論如何接近）的力量總合（無論質量有多大）都無法克服擴張的膨脹率，任何物體都將完全被撕裂。

### 大擠壓：從現在起超過1000億年以後
如果暗能量的能量密度是負值，或宇宙是封閉的，宇宙的膨脹可能會逆轉，宇宙會收縮轉為炙熱的密集狀態。對振盪宇宙的場景，像是迴圈模型，這是一個必須的元素；雖然大擠壓並不一定意味著振盪的宇宙。目前的觀測顯示這種模式可能是不正確的，因為宇宙不只還在膨脹，甚至正在加速。

### 大冰凍：從現在起超過10^6億年以後
一般認為這種情況是最有可能的，它的發生是以宇宙在繼續膨脹為依據。在時間1014年或更短的尺度上，現有恆星的核燃料都將消耗殆盡，恆星停止創建，宇宙將是一片漆黑, §IID.。在比這個時代之後更長的時間尺度上，星系會像恆星殘骸的組成一樣，蒸發逃逸入太空，黑洞也會通過霍金輻射蒸發, §III, §IVG.。在一些大統一理論，質子衰變至少要1034年，剩下的星際氣體和恆星殘留物將轉換成為光子和輕子（例如電子和正電子），一些電子和正電子將重組成為光子, §IV, §VF.。在這種情況下，宇宙已經達到高熵狀態，沐浴在低能量的輻射和粒子間。不過不知道最終是否將達到熱力學平衡 , §VIB, VID.。

### 熱寂：從現在起10^1000年
估計在101000年，熱寂是宇宙最可能的最後狀態，它已經「運轉」到沒有熱力學的自由能量來維持運動或活動狀態。在物理學術語中，它的熵已經達到最大（正因為如此，「熵」經常與熱寂混淆，在這點上，熵被標誌為殺害宇宙的力量）。熱寂的假說源於1850年代的思想家威廉·湯姆森（開爾文勳爵）。 他從熱力學機械能量自然損失的看法推測出這個理論，以熱力學最基礎的兩個定律來具體的運作宇宙。

### 真空準穩度事件
如果我們的宇宙是在一個非常長壽的假真空，它可能只是穿隧進入較低能量狀態的一小部分（參見氣泡成核）。如果發生這種狀況，所有的結構將在瞬間內摧毀，並且該區域將以接近光速擴大，在沒有任何預先的警告下就造成毀滅性的破壞。

## 外部連結
- PBS Online (2000). From the Big Bang to the End of the Universe – The Mysteries of Deep Space Timeline（页面存档备份，存于）. Retrieved March 24, 2005.
- Schulman, Eric (1997). The History of the Universe in 200 Words or Less. Retrieved March 24, 2005.
- Space Telescope Science Institute Office of Public Outreach (2005). Home of the Hubble Space Telescope（页面存档备份，存于）. Retrieved March 24, 2005.
- Fermilab graphics（页面存档备份，存于） (see "Energy time line from the Big Bang to the present" and "History of the Universe Poster")
- Exploring Time（页面存档备份，存于） from Planck time to the lifespan of the Universe
- Cosmic Evolution（页面存档备份，存于） is a multi-media web site that explores the cosmic-evolutionary scenario from big bang to humankind.
- Astronomers' first detailed hint of what was going on less than a trillionth of a second after time began（页面存档备份，存于）
- The Universe Adventure
- Cosmology FAQ（页面存档备份，存于）, Professor Edward L. Wright, UCLA
- Sean Carroll on the arrow of time (Part 1)（页面存档备份，存于）, The origin of the universe and the arrow of time, Sean Carroll, video, CHAST 2009, Templeton, Faculty of science, University of Sydney, November 2009, TED.com
- A Universe From Nothing（页面存档备份，存于）, video, Lawrence Krauss, AAI 2009, YouTube.com
- Once Upon A Universe（页面存档备份，存于） - Story of the Universe told in 13 chapters. Science communication site supported by STFC.
- Cosmic Evolution through Time（页面存档备份，存于） - an interactive timeline explains the main events in the history of our Universe